# (7103) Wichmann
Pour les articles homonymes, voir Wichmann.
(7103) Wichmann est un astéroïde de la ceinture principale découvert le 7 avril 1953 par l'astronome allemand Karl Wilhelm Reinmuth.

## Historique
Le lieu de découverte, par l'astronome allemand Karl Wilhelm Reinmuth, est Heidelberg (024).